# Kathedrale von Mondoñedo

Fassade der Kathedrale

Die Kathedrale von Mondoñedo oder die Kathedralbasilika Mariä Himmelfahrt (spanisch Catedral Basílica de la Virgen de la Asunción) ist eine römisch-katholische Kirche in Mondoñedo im spanischen Galicien. Die Kathedrale des Bistums Mondoñedo-Ferrol mit der Anrufung Mariä Aufnahme in den Himmel trägt den Titel einer Basilica minor.

## Geschichte
Die Kirche wurde im Zeitraum 1219 bis 1243 erbaut und im Jahr 1248 geweiht. Auch danach fanden wiederholte Umbauten und Ergänzungen statt. So wurde im 16. Jahrhundert ein Chorumgang errichtet, im 18. Jahrhundert die Fassade erneuert und die Türme wurden hinzugefügt. An der Südseite wurde ein Kreuzgang mit einem gotischen Kreuz errichtet und bildet die Verbindung zum Bischofspalast. Damit zeigt die Kathedrale Einflüsse von Romanik, Gotik und Barock.
Unter Bischof Diego de Soto erhielt das Rosettenfenster den aktuellen Durchmesser von fünf Metern. Dieses ist mit Buntglasfenstern ausgestattet. Das prächtige Chorgestühl wurde in der Gotik aus Walnussholz geschnitzt. Der Hauptaltar des Architekten Francisco Teránder stellt im Rokokostil die Himmelfahrt Mariens und das Geheimnis der Dreifaltigkeit dar. Die mittelalterlichen Orgeln wurden seitlich des Mittelschiffes im vorderen Bereich der Kathedrale installiert.
Die Kathedrale wurde 1902 zum nationalen Monument erklärt. Papst Johannes XXIII. verlieh der Kathedrale 1962 zusätzlich den Titel einer Basilica minor. Sie ist eine Station an der Route Camino de la Costa des Jakobsweg und wird seit 2015 als Stätte des UNESCO-Welterbes geführt. An die Kathedrale ist ein Museum für sakrale Kunst angeschlossen.